# 百果山
百果山位於台灣彰化縣員林市東側，隸屬於參山國家風景區。百果山與八卦山、松柏嶺是八卦山風景區的三大遊憩系統，是員林的後花園。

## 命名
百果山原名「虎蹄坡」，1961年，因為該地水果產量龐大被員林鎮長林朝業等人易名為「百果山風景區」至今。

## 遊憩設施
- 全台最長75M溜滑梯
- 百果山探索樂園

## 歷史建築

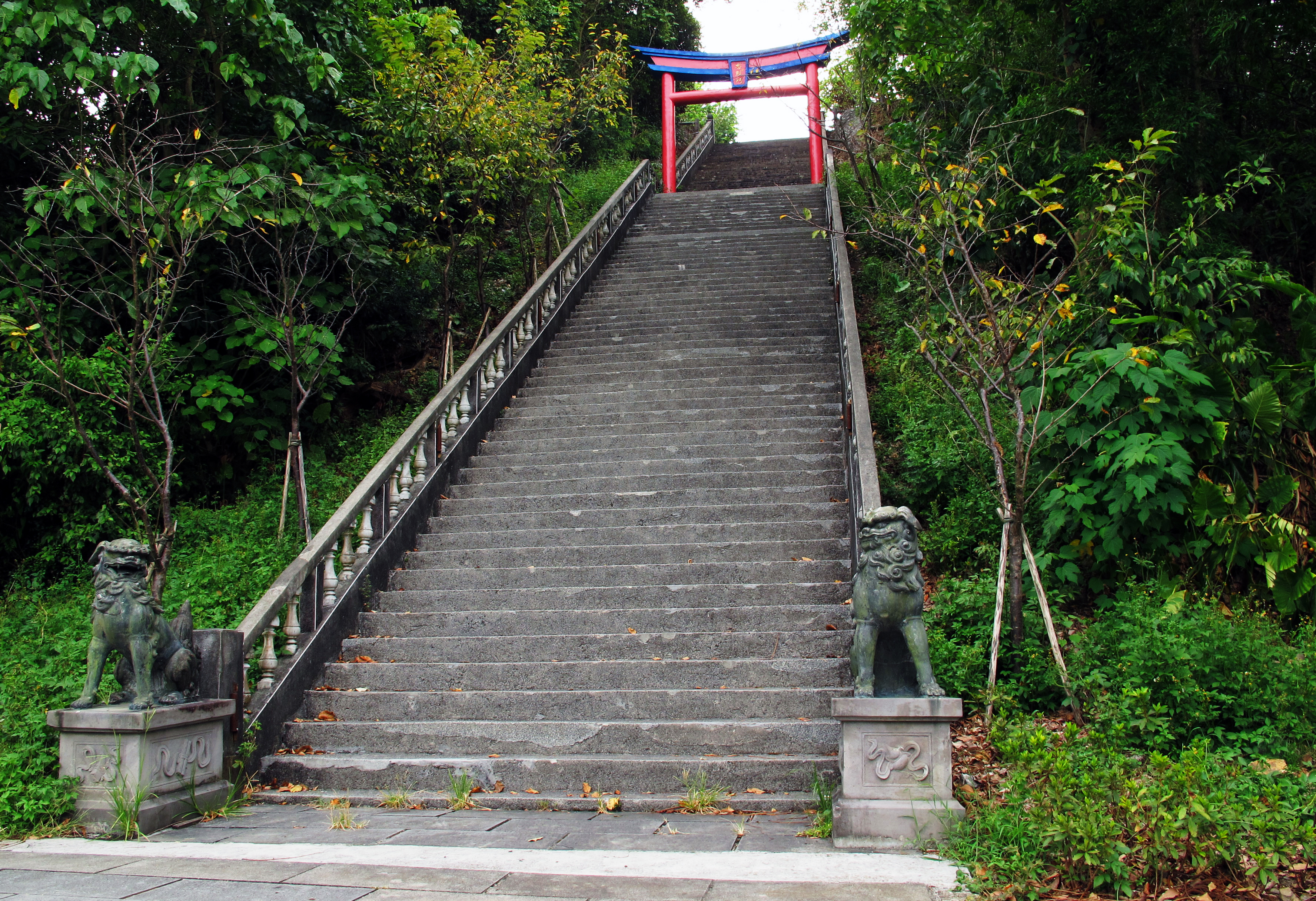

員林神社遺跡，原本的神社本殿在民國49年拆毀，新建建築名為浩然台，一樓為涼亭，二樓做為忠烈祠。但是包括鳥居、參道、石燈籠、駁坎..依舊。

## 產業
百果山主要以種植水果為主要產業，生產的水果則大量供應製作蜜餞。蜜餞主要種類有梅子、橄欖、李子、芒果、金棗、小紅梅、櫻桃、桑椹等多種水果
。

## 參照
- 員林市旅遊景點列表

## 外部連結
- 百果山 （页面存档备份，存于）-員林市公所的介紹
- 百果山風景區 （页面存档备份，存于）-郭老師網頁作品集
- 彰化新聞天地[永久]：個人部落格蒐集的百果山新聞報導